# 加爾赫峰
加尔赫峰（Galdhøpiggen）是位於挪威斯堪的那維亞山脈中的一座山峰。加尔赫峰是挪威及北歐最高的山峰，海拔高度2469米。
1844年，地質學家、登山家Baltazar Mathias Keilhau，曾試圖登頂加尔赫峰，但由於天候惡劣宣告失敗。直到1850年，才有一名農夫Steinar Sulheim、當地的一名學校教師Arnesen和教會人員Flaatten成功實現了登頂。